# Halticoptera laevigata
Halticoptera laevigata är en stekelart som beskrevs av Thomson 1876. Halticoptera laevigata ingår i släktet Halticoptera och familjen puppglanssteklar. Arten är reproducerande i Sverige. Inga underarter finns listade i Catalogue of Life.